# Plinthus
Genre
Classification phylogénétique
Plinthus Fenzl est un genre de plante de la famille des Aizoaceae.
Plinthus Fenzl in Endl., Nov. Stirp. Decades 51-52 (1839) ; Fenzl, in Ann. Wiener Mus. Naturgesch. 2: 288 (1839) [descr. ampl.]
Type : Plinthus cryptocarpus Fenzl

## Liste des espèces
- Plinthus arenarius Adamson
- Plinthus cryptocarpus Fenzl
- Plinthus karooicus I.Verd.
- Plinthus laxifolius I.Verd.
- Plinthus rehmannii G.Schellenb.
- Plinthus sericeus Pax